# Messa di Santa Cecilia

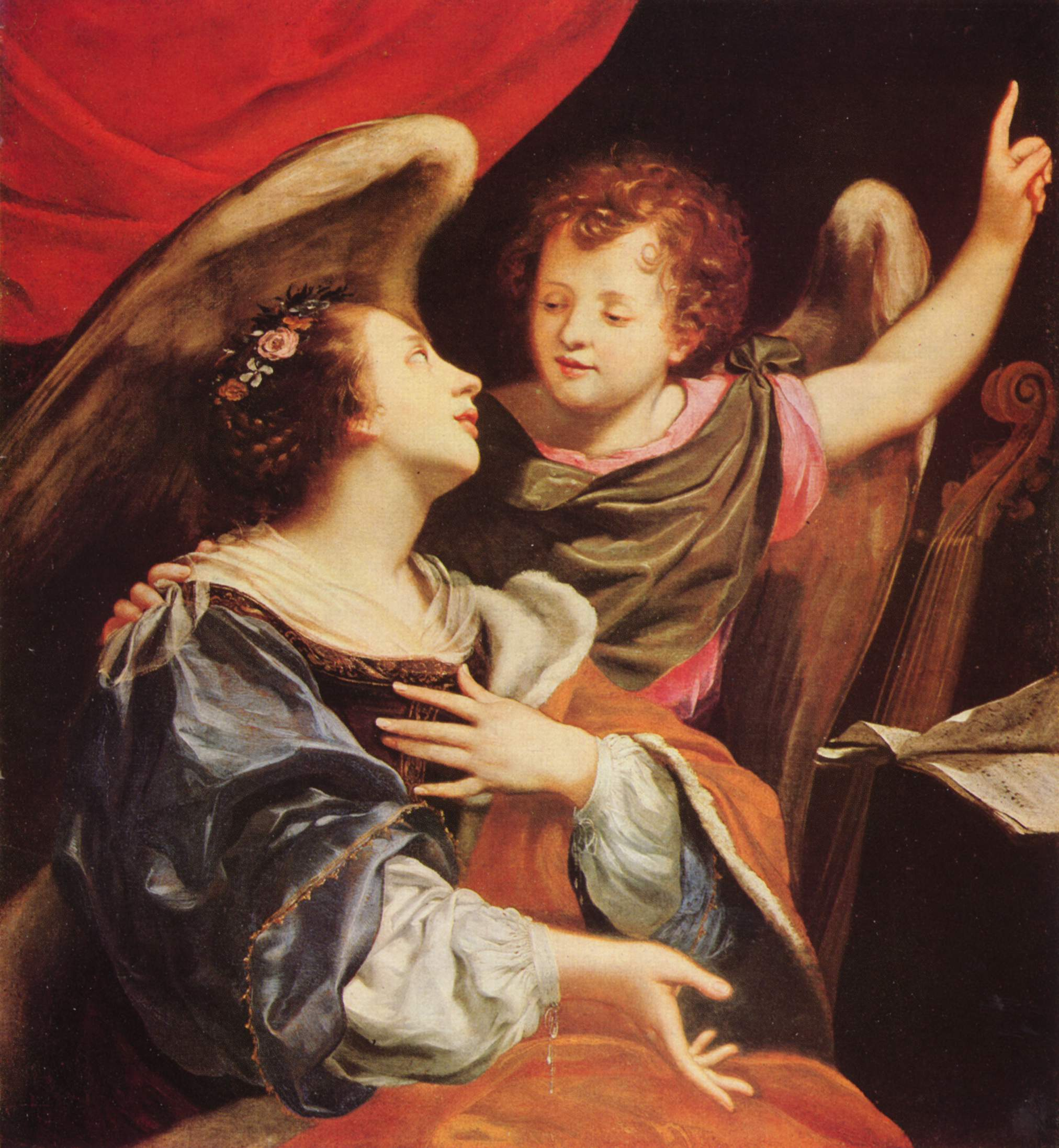
Cécile avec un ange de Simon Vouet (première moitié du XVIIe siècle, Musée des Beaux-Arts de Bordeaux).

La Messa di Santa Cecilia (« Messe de sainte-Cécile ») est une œuvre religieuse d'Alessandro Scarlatti, écrite en 1720 pour cinq solistes (SSATB), chœur et orchestre, commandée par et dédiée au cardinal Aquaviva.
Scarlatti est alors âgé de soixante ans et compose en ce début de XVIIIe siècle, dans un style moderne de l'époque, caractérisé par le brio et la séduction, qui a culminé avec les grandes messes de Bach et Beethoven et « paraît prophétiser les dernières messes de Haydn ». Cette œuvre remarquable, « couronnement de toute sa musique d'église », presque contemporaine du Magnificat de Bach (1723), n'a rien a lui envier,  « tant sur le plan de l'intérêt musical que sur le plan de la synthèse stylistique des courants du début du XVIIIe siècle ».

## Détails
- Kyrie, en la majeur
- Gloria
- Credo
- Sanctus
- Agnus Dei, en la majeur

La durée d'exécution des 923 mesures est d'environ 52 min. Le Gloria est le plus développé, dépassant les 23 min et le Credo qui suit atteint les 14 min.

## Analyse

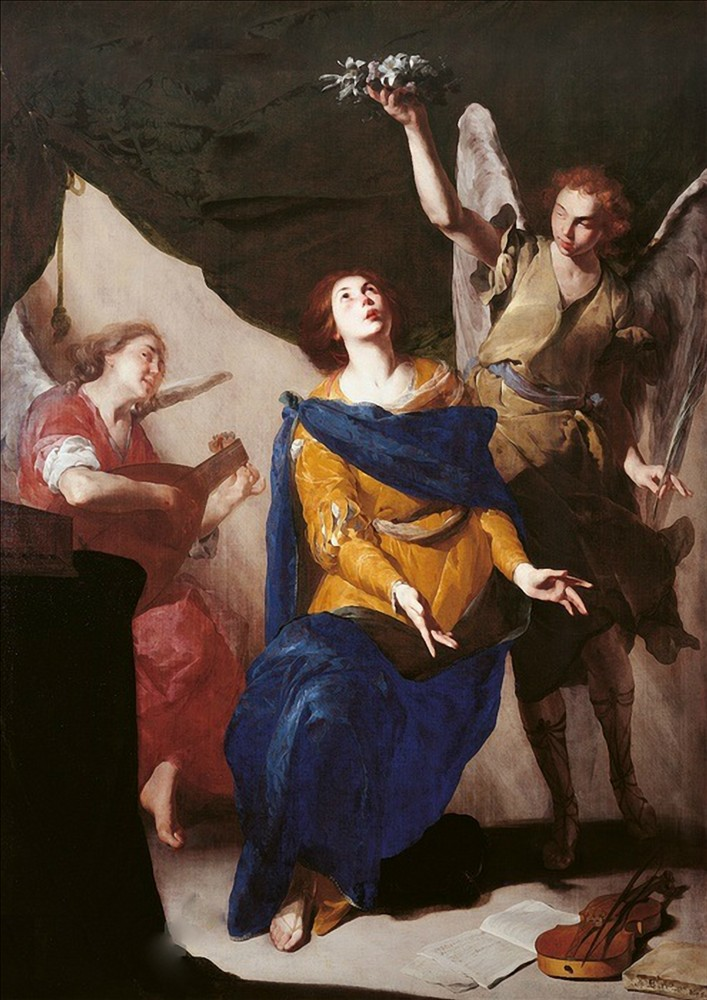
Santa Cecilia in estasi par Bernardo Cavallino en 1645 (Musée de Capodimonte, Naples).

L'écriture de Scarlatti dès le Kyrie est vive côté cordes, proche de Vivaldi et des Bolognais ; les interventions du chœur alternent ou se superposent au chant orné des solistes. Le compositeur termine le Gloria à la structure complexe, par une fugue impressionnante à cinq voix sur « Cum Sancto Spirito », dont le sujet est fourni par l'intonation grégorienne de la messe à Sainte-Cécile, Dilecisti. Le Credo, dans son style regarde plus l’avenir est proche de l'écriture de son propre Stabat Mater, mais de celui de Pergolèse dix-sept ans plus tard. La précipitation joyeuse du « Et resurrexit » qui « s’intensifie jusqu'au tumulte », contraste avec l'arrêt brusque sur « et mortuos » en un effet saisissant. Le mouvement se conclut d'une fugue qui reprend le sujet du Gloria dans un tout autre développement. Dans l’Agnus Dei, Scarlatti fusionne les styles ancien (voix) et nouveau (cordes), jusqu'à une inversion.
Outre la messe, toujours en 1720, Scarlatti a composé des Vêpres presque aussi longues (40 min), découvertes plus récemment, les deux partitions étant destinées à la basilique sainte-Cécile de Trastevere. En 1708, il avait composé Il martirio di santa Cecilia, inspiré par la même figure, Cécile de Rome, patronne des musiciens.

## Manuscrits
- Rome, Biblioteca Casanatense, Ms. 2257.
- Palerme,
- Münster, Santini-Bibliothek, D-Müs

## Éditions modernes
- St. Cecilia Mass (1720) for SSATB soli and chorus, string orchestra, and organ continuo, éd. John Steel, Novello 1968 (OCLC 679576508) — d'après le Ms. de Rome.

## Discographie
- Blanche Christensen, Jean Preston, soprano ; Beryl-Jensen Smiley, alto ; Ronald Christensen, ténor ; Warren Wood, basse ; l'Alumnenchor de l'Université de l'Utah et l'Orchestre symphonique de l'Utah, dir. Maurice Abravanel (1961, LP Amadeo AVRS5001 / Amadeus / Vanguard Classics / « Alessandro Scarlatti collection » Vol. 5, Brilliant Classics) (OCLC 772703252 et 657400201), (OCLC 1031705213 et 47016549)
- Elizabeth Harwood, Wendy Eathorne, sopranos ; Margaret Cable, alto ; Wynford Evans, ténor ; Christopher Keyte, basse ; John Scott, orgue ; The Choir of St John's College, Cambridge ; The Wren Orchestra, dir. George Guest (3-4 août 1978, LP Argo ZRG 903 / Decca « Seranata » 430 631-2 / « Double » 458 370-2)[5] (OCLC 77414310 et 1019824531)
- Collegium Antiquum Orchestra, dir. Mary Jane Newmann (1994, Newport Classic) (OCLC 163215280)
- Parthenia XII, Mary Jane Newmann, direction, clavecin et orgue (mars 1998, Vox Classics SPJ94001) (OCLC 1002327535)